# أرت هاو
أرت هاو (بالإنجليزية: Art Howe) هو لاعب كرة قدم أمريكية أمريكي، ولد في 3 مارس 1890 في أورانج الجنوبية ‏ في الولايات المتحدة، وتوفي في 28 مارس 1955.